# شهرستان لولنبرگ (ویرجینیا)
شهرستان لولنبرگ، ویرجینیا (به انگلیسی: Lunenburg County, Virginia) یک سکونتگاه مسکونی در ایالات متحده آمریکا است که در ویرجینیا واقع شده‌است.

## خصوصیات
شهرستان لولنبرگ ۱٬۱۱۸٫۸۸ کیلومترمربع مساحت دارد.